# Tweeter Home Entertainment Group

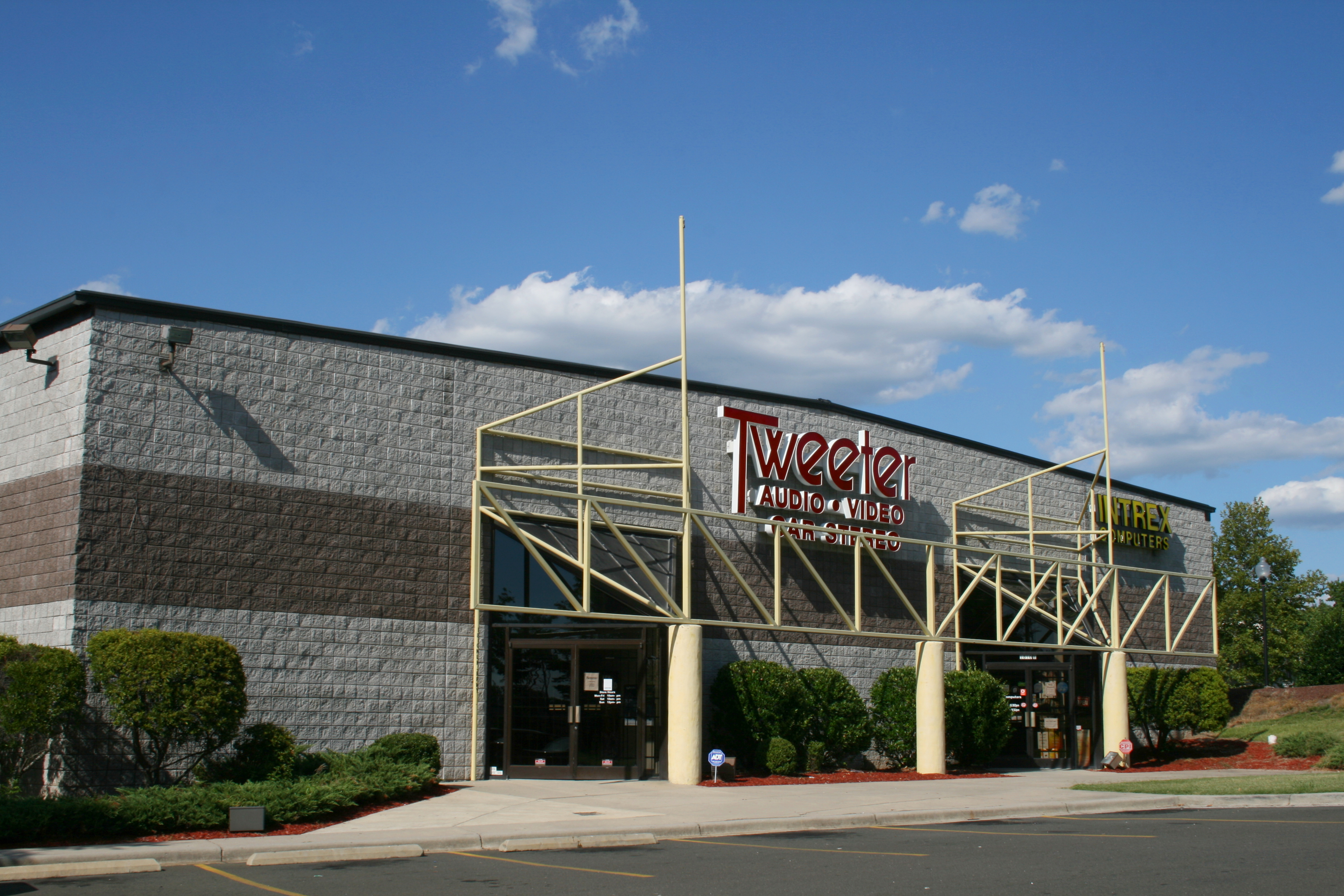
Tweeter-Geschäft in Durham, North Carolina.

Tweeter Home Entertainment Group (kurz Tweeter, auch TWTR Inc., früher Tweeter Opco LLC) war eine US-amerikanische Kette von spezialisierten Unterhaltungselektronikläden, die vor allem an der Ostküste der Vereinigten Staaten angesiedelt war.

## Standorte
Die Firma hatte mehr als 100 Geschäfte in 18 Bundesstaaten, die meisten an der Ostküste, aber auch in Illinois, Texas, Kalifornien und Arizona. Dabei variierten die Namen der Geschäfte, geläufig waren neben Tweeter auch HiFi Buys, Showcase Home Entertainment oder Sound Advice.

## Geschichte
Die Firma wurde 1972 von Sandy Bloomberg in Boston gegründet, wo auch das erste Geschäft entstand. Schon schnell konnte das Unternehmen in ganz Neuengland, dem Nordosten der USA, expandieren. Es folgten wachstumsbedingte Übernahmen wie beispielsweise 1996 vom Unternehmen Bryn Mawr Stereo. 2000 wurden die Unternehmen United Audio Center und Douglas TV Stores aus Chicago sowie 2001 Sound Advice, das überwiegend in Florida tätig war, übernommen. Dies sicherte Tweeter eine schnelle Präsenz im Südosten und Mittleren Westen der Vereinigten Staaten in einer Zeit, in der der Immobilienmarkt florierte.

### Niedergang
Im März 2007 wurden 49 Geschäfte geschlossen sowie 650 Mitarbeiter entlassen. Alle Geschäfte in Kalifornien sowie die meisten im Südosten waren betroffen. Im Juni meldete Tweeter Insolvenz an und wurde bei einer Auktion verkauft, nachdem ein Rettungsplan gescheitert war. Die Firma wurde von Schultze Asset Management gekauft und in Tweeter Opco LLC umbenannt. Nach dem gescheiterten Versuch, das Unternehmen neu zu formieren und erneut aufzubauen, begann im November 2008 der Ausverkauf. Im Dezember des Jahres wurden schließlich die restlichen 600 Mitarbeiter entlassen.

## Die Tweeter-Aktie
Zu ihren Bestzeiten notierte die Aktie einen Kurs von ca. 45 Dollar. Dieser fiel nach der Insolvenz aber auf wenige Cents, sie fiel teilweise auf einen Wert von 0,0004 Dollar. Anfang Oktober 2013 stieg die Aktie an einem Tag um 2200 %. Berichten zufolge verwechselten viele Aktionäre die Tweeter-Aktie mit Aktien des Software-Dienstes Twitter Inc. und erwarben deshalb ca. 14,5 Millionen Aktien.